# 槎水镇
槎水镇，是中华人民共和国安徽省安庆市潜山市下辖的一个乡镇级行政单位。

## 行政区划
槎水镇下辖以下地区：
滨河社区、万全村、逆水村、方冲村、金波村、乐明村、槎水村、中畈村、龙关村、后冲村、皂河村、木岗村和油坊村。
人口3.7万人，